# Sven Hassel
Sven Hassel, pseudonimo di Willy Arberg, nato Børge Willy Redsted Pedersen (Frederiksborg, 19 aprile 1917 – Barcellona, 21 settembre 2012), è stato uno scrittore danese, autore di romanzi di guerra basati su esperienze autobiografiche durante la seconda guerra mondiale.
Lo stile dell'autore, peculiare e immaginifico, sa dare vita a vivide scene "dietro le linee" ma anche a tragiche e movimentate sequenze di battaglia. Il suo modus narrandi incrocia influenze del romanzo picaresco, da Niente di nuovo sul fronte occidentale alla serie di racconti del Il buon soldato Sc'vèik di Jaroslav Hašek.

## Biografia
Secondo la biografia ufficiale, riportata sui libri pubblicati in Italia dalla Sonzogno, Sven Hassel sarebbe lo pseudonimo di Willy Arberg ma i registri delle nascite di Frederiksborg lo riportano col nome di Børge Willy Redsted Pedersen, primogenito di Peder Oluf Pedersen e di Maren Hansine Andersen. Per sfuggire alla disoccupazione si arruolò nell'esercito tedesco nel 1937. Dopo aver disertato già nei primi mesi di guerra fu arrestato e condannato e infine reinserito nelle compagnie di disciplina dell'esercito tedesco, formate da disertori, sospettati politici e condannati per gravi reati, con le mansioni più pericolose. Prese parte a diverse campagne in Russia, Italia e Francia dove combatté sino alla fine della guerra.
L'autore dichiara di essere nato con il nome di Sven Pedersen a Frederiksborg, in Zelanda, regione della Danimarca. In seguito adottò il nome da nubile di sua madre, Hassel. A quattordici anni cominciò a lavorare su navi mercantili, fino al 1936, anno in cui finì militare. Nel 1937, per sfuggire alla grande depressione, il ventenne disoccupato Hassel andò in Germania per arruolarsi nella Wehrmacht. Aspettò sette mesi prima di essere accettato nel 7º Reggimento di cavalleria, dove potevano servire solo cittadini tedeschi, a condizione appunto che diventasse un tedesco naturalizzato; cambiò nome nel più germanico Sven Hassel. Servì poi nella 2. Panzer-Division, stanziata a Eisenach; nel 1939 partecipò all'invasione della Polonia come carrista.
Nel 1940 dopo aver usufruito di un periodo di licenza disertò dalla sua unità e fu condannato ad una pena detentiva. Scarcerato, fu trasferito in un battaglione di disciplina, una Sonderabteilung, formata da criminali e dissidenti politici. Servì prima con il 2º Reggimento di cavalleria e poi nell'11º e 20º Reggimento "Panzer" della 6. Panzer-Division.
Combatté su tutti i fronti, eccetto in Africa, rimanendo ferito parecchie volte. Alla fine raggiunse il grado di tenente e fu decorato con le croce di ferro di prima e seconda classe. Nella sua autobiografia afferma di essersi arreso ai sovietici nel corso della battaglia di Berlino del 1945 e divenne un prigioniero di guerra, mentre invece sembra sia stato arrestato nel 1945 in Danimarca e trattenuto come collaborazionista del regime nazista. Durante la prigionia iniziò a scrivere il suo primo romanzo, raccontando in prima persona le esperienze sue e dei suoi compagni nel reggimento disciplinare.
Rilasciato nel 1949, stava per arruolarsi nella legione straniera francese quando incontrò Dorthe Jensen, che sposò nel 1951. Nel 1953 uscì il suo primo romanzo, i Maledetti da Dio (Legion Of The Damned).
Dopo un periodo in cui rimase anche paralizzato, a causa della febbre caucasica contratta nei campi di prigionia, scrisse altri libri, con protagonisti i suoi compagni d'arme.
Nel 1964 si trasferì in Spagna, a Barcellona, dove visse fino alla morte nel 2012 a 95 anni. In totale scrisse 14 romanzi, tradotti in 18 lingue (negli anni settanta in Italia da Longanesi).

## I romanzi
Le opere di Hassel sono scritte in prima persona, al presente, il che rende più vivido il racconto. Narrano le vicende del 27º Reggimento "Panzer" di disciplina, formato da criminali, "indesiderati" politici e da disertori condannati dalla corte marziale. Le vicende sono ambientate sui principali fronti della Seconda Guerra Mondiale, ad esclusione di quello africano; il Reggimento fu particolarmente impiegato in Russia, in Italia, durante la battaglia di Montecassino, fino a fronteggiare le truppe alleate durante lo sbarco in Normandia.

### I personaggi e lo stile
Da un'attenta analisi dei romanzi risulta evidente che, oltre ai dati e alle esperienze autobiografiche, siano stati utilizzati elementi fittizi: Hassel e i suoi alcune volte, stando alle date e ai luoghi dei libri, combattono contemporaneamente su più fronti.
Gli elementi inventati sono anche nei racconti, di argomento bellico e prebellico, degli stravaganti componenti della V compagnia, II sezione in cui militano Hassel e i suoi compagni. Hassel affermava di aver preso spunto dai suoi veri commilitoni, ma le critiche restano aperte. Nonostante la presenza di alcune fotografie, che ritrarrebbero alcuni dei commilitoni di Hassel, non esistono prove sufficienti per stabilirne l'autenticità.
Lo stile della narrazione è diretto, crudo, e descrive la guerra in tutta la sua violenza. Hassel è abilissimo nel passare da situazioni di ilarità e rilassamento al pieno dell'azione bellica, dove emergono le paure, il coraggio, l'ingegno dei personaggi. Raramente, nella narrazione, c'è spazio per il militarismo e l'esaltazione della guerra: battute salaci e considerazioni profonde esprimono l'estremo disgusto dei protagonisti verso la guerra e i suoi orrori. Combattono per sopravvivere, senza badare alla convenzione di Ginevra; uccidono per non essere uccisi. Spesso si scontrano con altri soldati tedeschi. Si ubriacano, saccheggiano e stuprano (sebbene, su questo punto, non vi sia sufficiente chiarezza nei vari romanzi), ricattano e commerciano al mercato nero. Sono personaggi amorali, cui la guerra ha tolto ogni illusione.
Membri principali della Seconda Sezione
- Oberfeldwebel/Maresciallo Capo Wilhelm "Willie" Baier

Chiamato Vecchio Unno, o semplicemente il Vecchio, comandante della II Sezione e sorta di padre per tutto il gruppo di soldati, assimilabile al "Kat" di Erich Maria Remarque; sui trentacinque, sposato e padre di due bambini, in battaglia conserva il sangue freddo, che però perde spesso e volentieri davanti alle mascalzonate compiute dalla sua Sezione durante i momenti di riposo.
- Feldwebel/Maresciallo Alfred Kalb, il Piccolo Legionario

Musulmano, ex membro della Legione Straniera Francese, nella quale ricopriva il grado di caporale, è il soldato più esperto del gruppo, con la perenne sigaretta in bocca, abilissimo col coltello ma impotente a seguito della sua castrazione per mano delle SS al campo di Fagen (come detto in "Battaglione d'assalto", "Kameraden" e altri). Prega ogni giorno rivolto alla Mecca. In alcuni romanzi è scritto che non beva, in quanto musulmano; in altri, beve tranquillamente insieme agli altri. Fuma sigarette Caporal e canta spesso una melodia inneggiante alla morte.
- Feldwebel/Maresciallo Barcelona Blom

Un veterano della Guerra Civile Spagnola, nostalgico della Spagna e degli aranci; ha combattuto inizialmente coi comunisti repubblicani per poi cambiare schieramento prima della fine della guerra, ma non abbastanza in tempo da evitare la galera e il battaglione disciplinare. È il vice comandante della II Sezione. Porta con sé un'arancia, in ricordo del rancio che otteneva durante la Guerra Civile Spagnola. Ha combattuto per tre anni nel Tercio ed è un tiratore scelto.
- Unteroffizier/Sergente Gregor Martin

Ex autista di un generale (von Kluge, da lui e dagli altri soprannominato "Culo e braghe"), non particolarmente coraggioso ma professionista del contrabbando, che spesso aiuta Porta a far "svanire" carichi particolarmente grossi (tipo scavatori e trattori Ford americani destinati ai russi). Non compare in "Colpo di Mano a Mosca".
- Unteroffizier/Sergente Julius Heide

Un nazista fanatico e maniaco del regolamento, incarnazione del perfetto soldato tedesco, anche nell'aspetto fisico, essendo alto e biondo; figlio di proletari (madre onesta e lavoratrice e padre incapace violento e ubriacone), vede la disciplina come metodo di riscatto da quella situazione, e da diversi passaggi nei romanzi si intuisce che il suo fervore nazista è solo il modo in cui manifesta la sua assoluta obbedienza a autorità e disciplina, indifferentemente dal colore ideologico: sopravviverà alla guerra, diventando maggiore nell'esercito comunista della Germania Est e comandante di un battaglione di carri; è un soldato coraggioso e molto capace. I suoi episodi d'eroismo sono secondi solo a quelli di Fratellino, verso il quale nutre una forte rivalità che li porta spesso alle mani. È un grande pugile, e per questo è il più forte nel corpo a corpo a mani nude di tutta la II Sezione, in grado persino di sconfiggere Fratellino. È stato caporale dei paracadutisti.
- Obergefreiter/Caporale maggiore Wolfgang Ewald Creutzfeld

Detto "Fratellino" (o anche "Tiny" o "Petit-frère" a seconda delle edizioni), originario di Amburgo, un gigante dotato di grande coraggio e forza erculea. Suo segno distintivo è una bombetta grigia; in più occasioni Creutzfeld asserisce orgoglioso di esser stato dichiarato "completamente imbecille" da tre psichiatri militari, e spesso usa questa sua "idiozia" per prendersi gioco anche crudelmente di ufficiali e sottufficiali che recano fastidio a lui o alla sezione coi loro metodi estremisti (esempio lampante è l'esasperazione che causa al capitano Von Pader in "L'ultimo Assalto"). In diverse occasioni si getta contro carri armati sovietici, abbattendoli con granate o mine. Insieme a Porta, compie incursioni dietro le linee nemiche, per riuscire a trovare rifornimenti.
- Obergefreiter/Caporale maggiore Joseph Porta

"Caporal maggiore per grazia di Dio", un magro e astutissimo soldato originario di Berlino, amante della cucina, sempre in cerca di cibo. È l'anima degli imbrogli e dei raggiri che si verificano nei romanzi ed è l'autore di numerose "storielle incredibili" ed aneddoti, che racconta nei momenti più disparati. Suo segno distintivo è un cappello a cilindro giallo, preso in Romania ad un barone a seguito di una epica partita a "ving-et-un" descritta in "Maledetti da Dio" assieme ad una marsina e ad un monocolo; il cilindro lo accompagna anche in battaglia. Porta pilota il carro armato guidato dal Vecchio, ed è il miglior pilota della V Compagnia. Inoltre, ha buone capacità di meccanico, ed è un ottimo tiratore. Gestisce loschi affari a Berlino, conosce locandieri e criminali di ogni genere, ed è in grado di circuire qualsiasi ufficiale tedesco e sovietico, avendo una buona conoscenza della lingua russa. È un ottimo cuoco, e spesso sogna di preparare squisite pietanze ai compagni, che si disperano immaginando il tutto nel bel mezzo delle privazioni. Insieme a Fratellino, si dedica a imprese totalmente amorali, vendicando i soprusi subiti da ufficiali superiori o ingiustizie nei confronti dei civili. Porta è l'origine di ogni folle idea della II Sezione. Suona il flauto, l'organo, e ha un gatto di nome Stalin, Obergefreite come lui.
- Hugo Stege

Compare in diversi romanzi, "Maledetti da Dio", "Germania Kaputt", "Kameraden", "Gestapo", "Colpo di Mano a Mosca", risultando il più citato tra i membri "secondari" della Sezione. È uno studente universitario. Il suo destino è sconosciuto.
- Albert Mumbuto

Si unisce alla Seconda Sezione in "Prigione Ghepeù". Africano, ma considerato dai medici "tedesco all'80%", viene spesso scambiato per un soldato coloniale. Suo padre era un tamburino dell'Esercito. Ne "Il Commissario" avviene la sua seconda e ultima apparizione.
- Il Professore

Ex SS finlandese, volontario, pieno d'idee naziste. Compare in "Colpo di Mano a Mosca" e "Battaglione d'Assalto". Porta occhiali costantemente appannati dal gelo, è impacciato e preso di mira dal resto della Sezione per i suoi atteggiamenti.
Fra i componenti della sezione si instaura un fortissimo sentimento di cameratismo e fratellanza, che li spinge a rischiare la vita per aiutare un commilitone in difficoltà ed a condividere ogni cosa, dal cibo alle emozioni e ai pensieri.
Nei vari romanzi compaiono anche altri personaggi come il Capitano von Barring (Comandante della V compagnia), Gustav "Pluto" Eicken, Hugo Stege, (questi ultimi solo nei primi romanzi, poi rimpiazzati man mano dagli altri) il colonnello Hinka, i tenenti Löwe e Ohlsen, il tenente/maresciallo capo Hoffman, il capo-meccanico Wolf con le sue due guardie del corpo cinesi e i cani lupo da guardia, altro famoso contrabbandiere nonché rivale ma partner criminale di Porta.

### Ordine cronologico delle opere
Molti romanzi sono ambientati durante la stagione invernale, si cita spesso il Natale, ciò implica una sovrapposizione impossibile degli eventi. Inoltre, l'autore non ha seguito un ordine cronologico nella stesura delle opere, e questo rende le stesse spesso sovrapponibili, nonché ricche di errori di continuity anche rilevanti. Tuttavia, collegamenti tra avvenimenti dei vari romanzi ed episodi storici permettono di ordinare cronologicamente le opere, pur con alcune approssimazioni.
1. Corte Marziale
Fronte finlandese. Compare per la prima volta il personaggio di Sally.
2. Prigione Ghepeù
Battaglie in un luogo imprecisato dell'URSS. Si parla di raggiungere Mosca. Compare per la prima volta Albert, e torna Sally, promosso funzionario del Ministero della Guerra, che cita un episodi di "Corte Marziale". Il riferimento a "L'Ultimo Assalto" è una svista dell'autore.
3. Il Commissario
1941. Invasione dell'Ucraina, poi avanzata nell'URSS. Secondo romanzo con Albert. Sally è già funzionario del Ministero della Guerra.
4. Colpo di Mano a Mosca
Autunno 1941/Inverno 1942. Battaglia di Mosca e successiva ritirata. Non è presente il colonnello Hinka, comandante del battaglione.
5. General SS 
Estate 1942/Primavera 1943. Battaglia di Stalingrado. È chiaramente scritto che le vicende del romanzo terminano il 6 maggio 1943. Nonostante Porta venga promosso Caporale capo in questo volume, risultava esserlo anche nei precedenti. Fratellino ha sempre avuto il medesimo grado, ma viene definito solamente soldato di prima classe. Il tenente Löwe, comandante della V Compagnia, è assente, sostituito dal capitano Schwan.
6. Battaglione d'Assalto
Viene citato il ricongiungimento dei tedeschi con la 4ª Armata Romena, quindi successivo alla Battaglia di Stalingrado. Tuttavia, risulta il romanzo più difficilmente inquadrabile in una cronologia storica. I personaggi parlano di arrivare a Mosca, come se non vi fossero mai stati, ed è presente il "Professore", un ex SS svedese che viene introdotto per la prima volta, ma che esce di scena in "Colpo di Mano a Mosca". Inoltre, a più riprese si cita il 1941 come un anno passato da qualche tempo. Molti dei combattimenti narrati avvengono in Ucraina, prima di Natale e poi nel pieno di marzo - non è chiaro di quale anno si tratti - ed è presente il gatto di Porta, Stalin. Non sono presenti né il colonnello Hinka, né il tenente Löwe, sostituiti rispettivamente dal maggiore "Mercedes detto "Guercio" e dal tenente Ohlsen. Barcelona è maresciallo. Risulta il romanzo maggiormente suddiviso in "episodi", che possono quindi essere avvenuti in momenti differenti della guerra. La scomparsa di Gustav di Ferro colloca comunque il romanzo come successivo agli altri in cui il personaggio è citato.
7. Maledetti da Dio
Opera prima dell'autore che spazia dall'inizio della guerra alla Campagna di Russia. Si differenzia dagli altri romanzi per stile e personaggi. Solamente Porta e il Vecchio compaiono, insieme al colonnello Hinka (maggiore, promosso durante il corso del romanzo). Viene dedicato spazio alla vita di Sven durante i periodi di licenza. Si narrano le sue storie d'amore e, in generale, il libro è più focalizzato su di lui, meno sui suoi compagni. Essendo il primo romanzo scritto da Hassel, può essere considerato un punto zero, da cui tutto ha inizio. Infatti, pur spaziando dal 1938 al 1944, racconta una storia autoconclusiva, per nulla legata agli altri romanzi, eccetto per alcuni personaggi e tematiche. Si pone come settimo romanzo per la sua conclusione, nel '44, e per i successivi collegati a esso, ma potrebbe essere considerato un romanzo a sé stante.
8. Germania Kaputt
Si narra la ritirata dal Caucaso e la Battaglia di Korsun', combattuta tra il gennaio e il febbraio 1944. Il romanzo si collega a "Maledetti da Dio", per i personaggi presenti e quelli citati. La V compagnia vede, in questo volume, un susseguirsi di tenenti al suo comando, con il capitano Von Barring, comparso nel romanzo precedente, al comando. Il colonnello Hinka guida il battaglione, altri colonnelli si occupano di varie mansioni, come l'approvvigionamento degli uomini. Le incongruenze con gli altri testi della serie sono la comparsa di Fratellino (molto più "tardo" che negli altri romanzi) e Legionario (molto più fanatico e nostalgico della Legione) nel Capitolo VI e quella di Heide nel Capitolo XVIII, premiato con croce di ferro di prima classe (che non aveva, nei precedenti volumi). Queste incongruenze di continuity sono dovute alla stesura del romanzo, secondo scritto dall'autore e quindi apripista per vari personaggi. Non compaiono né Barcelona, né Gregor.
9. Kameraden
Si apre con Hassel, ferito alla schiena, trasportato in un letto d'ospedale, e il suo ferimento è descritto nelle ultime pagine di "Germania Kaputt". Si citano a più riprese situazioni di "Maledetti da Dio" e "Germania Kaputt". Viene nominato il 20 luglio 1944 come data passata. Compaiono Hugo Stege, già presente nei due romanzi precedenti e in "Colpo di Mano a Mosca", Hans Bauer, criminale "comune" présente nel romanzo precedente e il tenente Ohlsen. Si introducono Brandt, citato in altri romanzi precedenti (ma potrebbe non essere il medesimo personaggio), Stein, Trepka, il tenente "Grosso" e viene citato, in uno dei capitoli finali, il " Prussiano dell'Est". I capitoli finali del romanzo sono dedicati al tenente Ohlsen. È il volume in cui vengono narrate meno battaglie, l'ambientazione principale è Amburgo, città a più riprese bombardata. Viene approfondito e arricchito il personaggio del Piccolo Legionario (caporal maggiore, e non sergente, in questo volume). Nel capitolo finale, tra i morti ricordati da Ohlsen si cita il "sergente Blom", ucciso da un cecchino. Il sergente è descritto come desideroso di avere un aranceto in Spagna, pur non essendovisi mai recato. Si tratta dunque di una "prova" per il personale di Barcelona, che non compare, così come non compare Gregor.
10. Gestapo
Ambientato dopo "Kameraden", che viene citato a più riprese, come i volumi "Maledetti da Dio" e "Germania Kaputt". La vicenda si svolge in gran parte ad Amburgo. Sono presenti Stege e Barcelona, che viene detto abbia militato tre anni nel Tercio. Steiner, personaggio di "Battaglione d'Assalto, compare, così come il generale Mercedes detto il Guercio (era maggiore, in " Battaglione d'Assalto"). Il sergente Brandt e il tenente Ohlsen escono di scena. Nessuna traccia di Gregor. Compare Rudolf Kleber.
11. Arrestate il Papa (1ª ed.), Gli sporchi dannati di Cassino (2ª ed.) 
Alla fine di "Gestapo", i soldati sono in trasferimento verso l'Italia; nel libro è descritta la Battaglia di Monte Cassino. Appare la squadra al completo, Gregor compreso. Il Guercio è presente, così come Rudolf Kleber, trombettista, ex SS, presentato nel romanzo precedente. Compare Gregor, la Sezione è al completo. Compaiono Rudolf Kleber, per la prima volta, il Maresciallo Maggiore Wolf, e il Guercio.
12. L'Ultimo Assalto
Battaglie in Grecia e le battaglie di metà-fine '44 contro i partigiani jugoslavi nei Balcani. Compare Wolf. Viene citata la permanenza a Roma.
13. Liquidate Parigi 
Von Choltitz e il suo rifiuto di obbedire all'ordine di distruggere Parigi, disobbedienza che, nel romanzo, è imputabile alla Seconda Sezione. Compaiono il Guercio e il tenente Löwe. Hinka è, per qualche ragione, solamente maggiore. Fratellino cita la permanenza a Roma.
14. Commando Himmler 
Rivolta dell'Esercito nazionale a Varsavia, i combattimenti, le atrocità e i soprusi delle brigate Kaminski e Dirlewanger nella città. La Seconda Sezione è al completo, compresi Hinka, Löwe, Hoffman e Wolf. Il romanzo si conclude nel gennaio 1945.
Un ultimo romanzo, intitolato "The Glorious Defeat", non ha mai visto la luce a causa della scomparsa dell'autore. Una cinquantina di pagine di quest'ultimo romanzo sono state pubblicate in edizioni finlandesi e danesi dei romanzi di Sven Hassel. In diverse interviste, lo scrittore affermò che la trama sarebbe ruotata attorno alla conquista di Berlino da parte dei russi e la fine della guerra in Europa.

## Critiche
Erik Haaest, un giornalista scandalistico danese, ha speso molti anni cercando di smontare la biografia e le affermazioni di Hassel. Il padre di Haaest era un antinazista convinto e un membro della resistenza danese. Dopo la guerra rifiutò ogni riconoscimento da parte del governo danese, controllato per la maggior parte da ex collaborazionisti. Per questo motivo Haaest afferma di avere intrapreso una ricerca su Sven Hassel, scovando altre verità sull'autore. Haaest afferma che, poiché Hassel era nato Børge Villy Redsted Pedersen, fa riferimento ad un giornale della resistenza Den Frie Danske pubblicato il 23 agosto 1942 in cui si citava un "Børge Pedersen" coinvolto in un incidente d'auto del capo della DNSAP (il partito nazionalsocialista danese) Frits Clausen; secondo il giornale, Pedersen, membro dei reparti di intelligence della polizia, era inizialmente fuggito per poi essere arrestato come criminale comune e questo contrasta con le affermazioni di Hassel sull'aver combattutto sul fronte orientale; stando ad Haaest, l'autore ha trascorso la maggior parte della guerra nella Danimarca occupata, scrivendo i suoi libri utilizzando i racconti e le esperienze di reduci delle Waffen SS danesi, stanziate sul fronte russo, incontrati dopo la guerra o nei campi di prigionia.
Il giornalista afferma di aver intervistato molti reduci delle Waffen SS (di cui riporta nomi e testimonianze). A supportare le sue affermazioni ci sono alcuni episodi narrati nel romanzo "Germania Kaputt" (Wheels Of Terror). Il libro contiene molte informazioni dettagliate sull'assedio nella sacca di Korsun-Čerkasi, nel 1944, in Ucraina. Come anche la battaglia di Nova Buda e di Lysyanka sono trattate dal punto di vista di un sopravvissuto. Tutti i combattimenti descritti in questa area coinvolgevano i volontari danesi delle Waffen SS della 5. SS-Panzer-Division Wiking.
Secondo le sue affermazioni Pedersen sarebbe stato un membro della E.T., un reparto di intelligence asservito alla HIPO, la Hilfspolizei, una forza di polizia creata dai tedeschi, composta da collaborazionisti. Sempre secondo il giornalista Hassel doveva affrontare un processo in Danimarca, come molti dei collaborazionisti della HIPO, poi condannati a morte, ma grazie ai suoi romanzi si sarebbe salvato; Haaest non specifica quale articolo del codice penale militare danese prevede la grazia dalla pena di morte per meriti letterari. Inoltre Pedersen risultava davvero arruolato in Germania e poi incarcerato. La stessa DNSAP, all'epoca della pubblicazione del giornale della resistenza aveva poi emesso un comunicato affermando che una persona già con precedenti penali come Pedersen non avrebbe potuto certo essere un membro della DNSAP, men che meno un membro dell'intelligence.
Haaest, nella sua ricerca su Hassel, afferma che Hassel sia solo un prestanome; il primo romanzo, I maledetti da Dio (Legion Of The Damned), sarebbe stato scritto da un altro reduce e tutti i restanti romanzi, pubblicati dopo il successo del primo, sarebbero stati composti dalla moglie di Hassel, Dorthe Jensen.

### I fan e la verità
Le prove portate da Haaest non sono generalmente accettate dai fans di Sven Hassel, oggi ancora numerosi in molti paesi d'Europa (il fan club più famoso è Porta's Kitchen Archiviato il 24 giugno 2008 in Internet Archive.). Tuttavia l'avvento di internet ha dato modo ai vecchi e nuovi fan di scambiare opinioni sulla veridicità delle affermazioni di Haaest, nonché sulla vita di Hassel, dando vita, a volte, ad aspre discussioni sui forum dedicati allo scrittore. Esistono fans che apprezzano Hassel pur credendo alla versione di Haaest.
In ogni caso Sven Hassel e la sua famiglia smentiscono fermamente Haaest.
Bisogna comunque dire che il 27º Reggimento "Panzer" della 6ª Divisione "Panzer" è esistito veramente, ma non era un reggimento penale. Inoltre di carri armati Panzer VI Tiger I, che Hassel sostiene fossero in dotazione al reggimento, ne furono prodotti solo 1356 e costituivano battaglioni corazzati pesanti indipendenti, direttamente agli ordini del comando di corpo d'armata. In più Hassel dichiara di aver combattuto in Finlandia e di aver ricevuto la Mannerheim Cross, un'alta onorificenza militare finlandese. I registri militari finlandesi non riportano il nome di Hassel fra i decorati. L'unico romanzo quasi totalmente autobiografico può essere considerato il primo, "Mledetti da Dio"; gli altri sono meno realistici e Hassel utilizzerebbe maggiormente elementi di sua invenzione.
In "Commando Himmler", Sven afferma di aver trascorso dodici anni nell'esercito, di cui otto in guerra. Ma essendosi arruolato nel '37, ed essendo il romanzo ambientato nel '44, non si comprende come sia possibile. 
Negli ultimi libri pubblicati Hassel parla di russi armati di fucile automatico Kalašnikov, anche se questo entrò in servizio dopo la fine della II G.M (anche se probabilmente è un termine improprio usato per indicare il PPSh, dato che spesso i "Kalašnikov" sono descritti come dotati di caricatori molto capienti e soprannominati "balalaika", un altro nomignolo del mitra russo). Inoltre in "Gli sporchi dannati di Cassino" Hassel parla spesso delle truppe americane come "marines veterani del Pacifico", molti dei quali combattevano nelle giungle con "katane trofeo"; in realtà, sebbene sia vero che gli americani nel Pacifico prendessero katane come souvenir agli ufficiali nipponici morti o prigionieri, non furono mai riutilizzate in battaglia (anzi erano viste come un "trofeo" o come "valuta non ufficiale", un po' come con le pistole Luger o i bracciali con la svastica in Europa), e per di più non ci fu alcun dispiegamento di marines nel teatro europeo, men che meno di soldati che avevano già combattuto nel Pacifico.
In "Gestapo" si racconta la tragica morte del generale Dirlewanger, a opera dei suoi stessi uomini, che l'avrebbero bruciato vivo il 21 gennaio 1945. Tuttavia, il generale morì il 6 giugno di quell'anno, in prigionia, percosso a morte da alcuni ex detenuti. L'errore viene ripetuto in "Commando Himmler", spostando la data della morte di Dirlewanger nel febbraio 1945. 
In "Liquidate Parigi" Sven affronta un Gurkha, armato di kriss. Tuttavia, i Gurkha combattono con dei kukri, coltelli nepalesi. 
Anche nella "continuity" dei personaggi ci sono forti incongruenze: ad esempio le introduzioni di Fratellino/Creutzfeld e del Legionario/Kalb sono fatte nel Capitolo VI del libro "Germania Kaputt" (intitolato appunto "Fratellino e il Legionario"), ambientato a metà 1944, mentre in successivi libri quali "Il Commissario", "Corte Marziale" e "Battaglione d'assalto", ambientati prima di "Germania Kaputt", sia Fratellino che il Legionario sono da sempre componenti della Seconda Sezione in cui Hassel milita. Lo stesso vale per Julius Heide, introdotto nel Capitolo XVIII del medesimo romanzo, e per Barcelona Blom e Gregor Martin, introdotti in "Gestapo" e "Gli Sporchi Dannati di Cassino". I graduati cambiano inspiegabilmente grado di romanzo in romanzo, come venissero degradati e poi riabilitati.
Risulta inoltre inverosimile che, spesso, alle battaglie cui prende parte il ventisettesimo rimangano in vita solamente poche decine di uomini, e tra costoro i membri della Seconda Sezione. Talvolta, essi sono gli unici superstiti tra migliaia di vittime. 
Storici militari, così come autorevoli siti e forum sulla storia della Wehrmacht durante la seconda guerra mondiale (ad esempio Feldgrau.com), non ritengono i romanzi di Hassel veritieri e non li considerano come documenti storici.

## Opere
In ordine cronologico di pubblicazione
- Maledetti da Dio
- Germania Kaputt
- Kameraden
- Gestapo
- Arrestate il Papa - Gli sporchi dannati di Cassino
- Liquidate Parigi
- Battaglione d'assalto
- General SS
- Commando Himmler
- L'ultimo assalto
- Colpo di mano a Mosca
- Corte marziale
- Prigione Ghepeù
- Il commissario

## Film
- Wheels of terror